# Kloster Termunten
Das Kloster Termunten (Menterna, Menterne, Menterwolde, Kampwoude) ist eine ehemalige Zisterzienserabtei in den Niederlanden. Es lag zwischen Termunten und Woldendorp in der Großgemeinde Eemsdelta in der Provinz Groningen am Nordwestende des Dollart.

## Geschichte
Das Kloster Menterna wurde im Jahr 1247 als Benediktiner-Doppelkloster gegründet und 1259 unter Auflösung des Doppelklosters (die Nonnen zogen ins Kloster Midwolde aus) als Tochterkloster des Klosters Aduard, einer Gründung des Klosters Klaarkamp, in den Zisterzienserorden übernommen. Wegen zunehmender Feuchtigkeit wurde das Kloster 1299 nach Termunten verlegt. Abt Boyng wurde nach 1408 mehrfach zum Visitator der friesischen Zisterzen ernannt. Auch 1423 forderte das Generalkapitel den Prälaten von Menterna zusammen mit dem Abt des Klosters Kamp auf, die Äbte der Diözesen Köln und Mainz alljährlich unter Androhung von Ordensstrafen zusammenzurufen. Das Kloster wurde von den Wassergeusen verwüstet und fand sein Ende wohl gegen Ende des 16. Jahrhunderts (angegeben wird das Jahr 1569). Menterwolde ist zu Beginn des 16. Jahrhunderts nach zwei Deichbrüchen in den Fluten versunken. 1975 wurde das Torgebäude des Klosters aufgefunden. Auf dem Klostergelände steht jetzt der Bauernhof Grijze Monnikenklooster.